# Warren Christopher
Warren Minor Christopher, född 27 oktober 1925 i Scranton i Bowman County, North Dakota, död 18 mars 2011 i Los Angeles, Kalifornien, var en amerikansk diplomat och jurist. Han tjänstgjorde som USA:s vice utrikesminister 1977–1981 under president Jimmy Carter och som utrikesminister 1993–1997 under president Bill Clinton. Christopher var demokrat. Han avled i sviterna av cancer den 18 mars 2011.